# Station Gralewo
Station Gralewo is een spoorwegstation in de Poolse plaats Gralewo.